# Dasyhelea homocera
Dasyhelea homocera är en tvåvingeart som beskrevs av Jean-Jacques Kieffer 1919. Dasyhelea homocera ingår i släktet Dasyhelea och familjen svidknott. Inga underarter finns listade i Catalogue of Life.